# Futura Volley Busto Arsizio 2007-2008
Questa voce raccoglie le informazioni riguardanti la Futura Volley Busto Arsizio nelle competizioni ufficiali della stagione 2007-2008.

## Stagione
La stagione 2007-08 è per la Futura Volley Busto Arsizio, sponsorizzata dalla Yamamay, la seconda in Serie A1: la squadra lombarda mancava nel massimo campionato italiano dalla stagione 1999-00, dopo aver conquistato la promozione a seguito della vittoria della Serie A2 2006-07. In panchina viene confermato Carlo Parisi, così come diverse giocatrici autrici della promozione, tra cui Natalia Viganò, Saara Loikkanen, Michela Molinengo, Jettie Fokkens e Nicoletta Luciani; tra i nuovi acquisti quelli di Kateřina Bucková, Frauke Dirickx, Ingrid Šišković e Serena Ortolani, quest'ultima arrivata in prestito, mentre tra le cessioni quelli di Benedetta Bruno, Giulia Benini, Laura Erbetta e Alessia Lanzini.
Il campionato si apre con la sconfitta in casa del Robursport Volley Pesaro, mentre la prima vittoria arriva nella giornata successiva contro la Jogging Volley Altamura, seguita da altri quattro successi di fila: nelle ultime cinque giornate del girone di andata, la squadra di Busto Arsizio riesce a vincere una sola gara, quella contro il Volley 2002 Forlì, chiudendo al quinto posto in classifica. Il girone di ritorno inizia con quattro vittorie di seguito: dopo la sconfitta contro il Santeramo Sport e la vittoria sul Chieri Volley, le lombarde ottengono un solo altro successo nelle ultime quattro giornate di regular season, terminando al sesto posto in classifica. Nei quarti di finale dei play-off scudetto la sfida è contro la Pallavolo Sirio Perugia, la quale, grazie alla vittoria delle due gare giocate, elimina la Futura Volley Busto Arsizio dalla competizione.
Tutte le squadre partecipanti alla Serie A1 e alla Serie A2 2007-08 partecipano alla Coppa Italia: nel proprio girone la Futura Volley Busto Arsizio chiude al primo posto. Grazie al doppio successo sul Life Volley Milano negli ottavi di finale, accede ai quarti di finale dove incontra l'Asystel Volley, che batte al tie-break; l'avventura nel torneo si ferma però in semifinale a seguito della sconfitta per 3-0 operata dal Robursport Volley Pesaro.

## Organigramma societario
Area direttiva
- Presidente: Michele Forte

Area tecnica
- Allenatore: Carlo Parisi
- Allenatore in seconda: Mariela Codaro
- Assistente allenatore: Marco Bonollo (fino al 1º settembre 2007)
- Scout man: Paolo Colombo

Area sanitaria
- Medico: Nadia Brogioli
- Preparatore atletico: Igor Galimberti
- Fisioterapista: Michele Forte

## Rosa
| N° | Nome               | Ruolo | Data di nascita   | Nazionalità sportiva |
| -- | ------------------ | ----- | ----------------- | -------------------- |
| 1  | Serena Ortolani    | S/O   | 7 gennaio 1987    | Italia               |
| 2  | Natalia Viganò     | S     | 24 novembre 1979  | Italia               |
| 3  | Kateřina Bucková   | C     | 28 aprile 1978    | Rep. Ceca            |
| 4  | Federica Valeriano | S     | 15 ottobre 1985   | Italia               |
| 5  | Saara Loikkanen    | S     | 31 maggio 1980    | Finlandia            |
| 6  | Frauke Dirickx     | P     | 3 gennaio 1980    | Belgio               |
| 7  | Monica Ravetta     | S/O   | 29 agosto 1985    | Italia               |
| 8  | Michela Molinengo  | L     | 4 luglio 1978     | Italia               |
| 9  | Jettie Fokkens     | P     | 26 settembre 1975 | Paesi Bassi          |
| 10 | Ingrid Šišković    | S     | 6 giugno 1980     | Croazia              |
| 11 | Nicoletta Luciani  | C     | 22 novembre 1979  | Italia               |
| 14 | Daria Parenti      | C     | 17 aprile 1977    | Italia               |

## Mercato
| Acquisti | Acquisti         | Acquisti    | Acquisti   |
| R.       | Nome             | da          | Modalità   |
| -------- | ---------------- | ----------- | ---------- |
| C        | Kateřina Bucková | Club Padova | definitivo |
| P        | Frauke Dirickx   | CAV Murcia  | definitivo |
| S/O      | Serena Ortolani  | Bergamo     | prestito   |
| S/O      | Monica Ravetta   | River       | definitivo |
| S        | Ingrid Šišković  | ?           | definitivo |

| Cessioni | Cessioni        | Cessioni            | Cessioni   |
| R.       | Nome            | a                   | Modalità   |
| -------- | --------------- | ------------------- | ---------- |
| S        | Giulia Benini   | Robur Tiboni Urbino | definitivo |
| C        | Benedetta Bruno | Busnago             | definitivo |
| P        | Laura Erbetta   | FoCoL Legnano       | definitivo |
| L        | Alessia Lanzini | Castelfidardo       | definitivo |

## Risultati

### Serie A1

#### Girone di andata
| 1ª giornata - 7 ottobre 2007 PalaDionigi, Sant'Angelo in Lizzola | Robursport Pesaro  | 3 - 0 | Busto Arsizio | 27-25, 25-22, 29-27              |
| 2ª giornata - 10 ottobre 2007 PalaYamamay, Busto Arsizio         | Busto Arsizio      | 3 - 0 | Altamura      | 25-20, 25-20, 25-17              |
| 3ª giornata - 12 ottobre 2007 PalaRuggi, Imola                   | Vicenza            | 0 - 3 | Busto Arsizio | 20-25, 16-25, 20-25              |
| 4ª giornata - 17 ottobre 2007 PalaPaganelli, Sassuolo            | Sassuolo           | 0 - 3 | Busto Arsizio | 25-27, 21-25, 17-25              |
| 5ª giornata - 25 novembre 2007 PalaYamamay, Busto Arsizio        | Busto Arsizio      | 3 - 0 | Santeramo     | 25-22, 25-19, 25-20              |
| 6ª giornata - 2 dicembre 2007 PalaMaddalene, Chieri              | Chieri             | 2 - 3 | Busto Arsizio | 25-22, 20-25, 25-16, 20-25, 7-15 |
| 7ª giornata - 9 dicembre 2007 PalaYamamay, Busto Arsizio         | Busto Arsizio      | 1 - 3 | Sirio Perugia | 23-25, 25-18, 15-25, 19-25       |
| 8ª giornata - 16 dicembre 2007 PalaTriccoli, Jesi                | Giannino Pieralisi | 3 - 1 | Busto Arsizio | 25-18, 25-22, 23-25, 25-21       |
| 9ª giornata - 22 dicembre 2007 PalaYamamay, Busto Arsizio        | Busto Arsizio      | 1 - 3 | Asystel       | 25-21, 24-26, 23-25, 21-25       |
| 10ª giornata - 26 dicembre 2007 PalaYamamay, Busto Arsizio       | Busto Arsizio      | 3 - 0 | Forlì         | 25-19, 25-21, 25-18              |
| 11ª giornata - 29 dicembre 2007 PalaNorda, Bergamo               | Bergamo            | 3 - 0 | Busto Arsizio | 25-20, 25-13, 25-14              |

#### Girone di ritorno
| 12ª giornata - 27 gennaio 2008 PalaYamamay, Busto Arsizio      | Busto Arsizio | 3 - 2 | Robursport Pesaro  | 26-24, 25-15, 21-25, 24-26, 18-16 |
| 13ª giornata - 3 febbraio 2008 PalaBaldassarre, Altamura       | Altamura      | 1 - 3 | Busto Arsizio      | 22-25, 27-25, 21-25, 20-25        |
| 14ª giornata - 6 febbraio 2008 PalaYamamay, Busto Arsizio      | Busto Arsizio | 3 - 1 | Vicenza            | 25-18, 31-29, 23-25, 25-22        |
| 15ª giornata - 8 febbraio 2008 PalaYamamay, Busto Arsizio      | Busto Arsizio | 3 - 1 | Sassuolo           | 25-19, 25-22, 22-25, 25-23        |
| 16ª giornata - 17 febbraio 2008 PalaCooper, Santeramo in Colle | Santeramo     | 3 - 1 | Busto Arsizio      | 25-22, 25-20, 17-25, 25-18        |
| 17ª giornata - 22 febbraio 2008 PalaYamamay, Busto Arsizio     | Busto Arsizio | 3 - 0 | Chieri             | 25-19, 25-21, 25-16               |
| 18ª giornata - 29 febbraio 2008 PalaEvangelisti, Perugia       | Sirio Perugia | 3 - 2 | Busto Arsizio      | 21-25, 26-24, 24-26, 25-21, 15-12 |
| 19ª giornata - 9 marzo 2008 PalaYamamay, Busto Arsizio         | Busto Arsizio | 1 - 3 | Giannino Pieralisi | 23-25, 25-23, 11-25, 23-25        |
| 20ª giornata - 16 marzo 2008 PalaDalLago, Novara               | Asystel       | 3 - 0 | Busto Arsizio      | 25-21, 30-28, 25-18               |
| 21ª giornata - 22 marzo 2008 PalaGalassi, Forlì                | Forlì         | 0 - 3 | Busto Arsizio      | 15-25, 18-25, 17-25               |
| 22ª giornata - 6 aprile 2008 PalaYamamay, Busto Arsizio        | Busto Arsizio | 0 - 3 | Bergamo            | 21-25, 18-25, 12-25               |

#### Play-off scudetto
| Quarti di finale (gara 1) - 10 aprile 2008 PalaYamamay, Busto Arsizio | Busto Arsizio | 2 - 3 | Sirio Perugia | 17-25, 25-23, 26-28, 25-22, 15-17 |
| Quarti di finale (gara 2) - 12 aprile 2008 PalaEvangelisti, Perugia   | Sirio Perugia | 3 - 0 | Busto Arsizio | 25-19, 25-19, 29-27               |

### Coppa Italia

#### Fase a gironi
| 1ª giornata - 21 ottobre 2007 PalaMondolce, Urbino                   | Robur Tiboni Urbino | 1 - 3 | Busto Arsizio       | 15-25, 27-25, 16-25, 20-25       |
| 2ª giornata - 24 ottobre 2007 PalaYamamay, Busto Arsizio             | Busto Arsizio       | 3 - 1 | Chieri              | 25-22, 25-16, 24-26, 25-14       |
| 3ª giornata - 28 ottobre 2007 PalaMacchitella, San Vito dei Normanni | San Vito            | 0 - 3 | Busto Arsizio       | 19-25, 17-25, 14-25              |
| 4ª giornata - 4 novembre 2007 PalaYamamay, Busto Arsizio             | Busto Arsizio       | 3 - 0 | San Vito            | 25-21, 25-13, 25-16              |
| 5ª giornata - 11 novembre 2007 PalaMaddalene, Chieri                 | Chieri              | 3 - 2 | Busto Arsizio       | 21-25, 25-20, 25-20, 22-25, 15-8 |
| 6ª giornata - 18 novembre 2007 PalaYamamay, Busto Arsizio            | Busto Arsizio       | 3 - 0 | Robur Tiboni Urbino | 25-18, 26-24, 25-11              |

#### Fase a eliminazione diretta
| Ottavi di finale (andata) - 16 maggio 2008 PalaLido, Milano            | Life Milano   | 2 - 3 | Busto Arsizio     | 25-17, 18-25, 19-25, 25-14, 11-15 |
| Ottavi di finale (ritorno) - 20 maggio 2008 PalaYamamay, Busto Arsizio | Busto Arsizio | 3 - 0 | Life Milano       | 25-22, 25-14, 25-13               |
| Quarti di finale - 28 marzo 2008 PalaSavena, San Lazzaro di Savena     | Asystel       | 2 - 3 | Busto Arsizio     | 25-21, 20-25, 25-19, 24-26, 8-15  |
| Semifinali - 29 marzo 2008 PalaSavena, San Lazzaro di Savena           | Busto Arsizio | 0 - 3 | Robursport Pesaro | 17-25, 15-25, 10-25               |

## Statistiche

### Statistiche di squadra
| Competizione | Punti | In casa | In casa | In casa | In trasferta | In trasferta | In trasferta | Totale | Totale | Totale |
| Competizione | Punti | G       | V       | P       | G            | V            | P            | G      | V      | P      |
| ------------ | ----- | ------- | ------- | ------- | ------------ | ------------ | ------------ | ------ | ------ | ------ |
| Serie A1     | 35    | 12      | 7       | 5       | 12           | 5            | 7            | 24     | 12     | 12     |
| Coppa Italia | 16    | 4       | 4       | 0       | 4            | 3            | 1            | 10     | 8      | 2      |
| Totale       | -     | 16      | 11      | 5       | 16           | 8            | 8            | 34     | 20     | 14     |

G = partite giocate; V = partite vinte; P = partite perse

### Statistiche dei giocatori
| K. Bucková   | 24 | 218 | 144 | 68 | 6  | Statistiche assenti | Statistiche assenti |
| F. Dirickx   | 23 | 101 | 66  | 19 | 16 | Statistiche assenti | Statistiche assenti |
| J. Fokkens   | 12 | 4   | 2   | 1  | 1  | Statistiche assenti | Statistiche assenti |
| S. Loikkanen | 24 | 358 | 297 | 46 | 15 | Statistiche assenti | Statistiche assenti |
| N. Luciani   | 8  | 15  | 13  | 2  | 0  | Statistiche assenti | Statistiche assenti |
| M. Molinengo | 24 | 1   | 1   | 0  | 0  | Statistiche assenti | Statistiche assenti |
| S. Ortolani  | 24 | 382 | 332 | 32 | 18 | Statistiche assenti | Statistiche assenti |
| D. Parenti   | 23 | 139 | 65  | 57 | 17 | Statistiche assenti | Statistiche assenti |
| M. Ravetta   | 11 | 22  | 22  | 0  | 0  | Statistiche assenti | Statistiche assenti |
| I. Šišković  | 6  | 1   | 1   | 0  | 0  | Statistiche assenti | Statistiche assenti |
| F. Valeriano | 14 | 4   | 4   | 0  | 0  | Statistiche assenti | Statistiche assenti |
| N. Viganò    | 24 | 278 | 245 | 25 | 8  | Statistiche assenti | Statistiche assenti |

P = presenze; PT = punti totali; AV = attacchi vincenti; MV = muri vincenti; BV = battute vincenti